# Carly Dixon
Carly Dixon (ur. 27 lipca 1973) – australijska judoczka. Trzykrotna olimpijka. Zajęła osiemnaste miejsce w Atlancie 1996; odpadła w eliminacjach w Sydney 2000 i Atenach 2004. Walczyła w wadze średniej i półśredniej.
Uczestniczka mistrzostw świata w 1995, 1997 i 2001. Startowała w Pucharze Świata w latach 1995, 1997 i 1999-2004. Brała udział w igrzyskach Wspólnoty Narodów w 2002. Brązowa medalistka igrzysk Azji Wschodniej w 2001. Zdobyła dziesięć medali mistrzostw Oceanii w latach 1992 - 2004. Mistrzyni Australii w latach 1994-1998, 2001 i 2002.

## Letnie Igrzyska Olimpijskie 1996
| Konkurencja | Eliminacje          | Klas. końcowa |
| Konkurencja | Przeciwnik I        | Miejsce       |
| ----------- | ------------------- | ------------- |
| 66 kg       | Odalis Revé (CUB) P | 18.           |

## Letnie Igrzyska Olimpijskie 2000
| Konkurencja | Eliminacje              | Klas. końcowa |
| Konkurencja | Przeciwnik I            | Miejsce       |
| ----------- | ----------------------- | ------------- |
| 63 kg       | Olga Artamonova (KGZ) P | 1 runda.      |

## Letnie Igrzyska Olimpijskie 2004
| Konkurencja | Eliminacje            | Klas. końcowa |
| Konkurencja | Przeciwnik I          | Miejsce       |
| ----------- | --------------------- | ------------- |
| 63 kg       | Lucie Décosse (FRA) P | 2 runda.      |